# Astrid Maus
Astrid Maus (* 1969 in Köln) ist eine deutsche Schauspielerin und Theaterdarstellerin.

## Leben
Astrid Maus absolvierte ihre Schauspielausbildung an der Hochschule der Künste Berlin (Diplom 1994). Es folgten erste Engagements in Stendal, Landshut und an den Landesbühnen Sachsen. An diesen Bühnen spielte sie unter anderem das Irmchen in John von Düffels Oi, die Viola in William Shakespeares Was ihr wollt, die Helena im Sommernachtstraum, die Doris in Woody Allens Gott, die Alice in Patrick Marbers Hautnah, die Lady Milford in Friedrich Schillers Kabale und Liebe, das Fräulein Else und die Pippi Langstrumpf.
Im Fernsehen spielte Astrid Maus u. a. Gastrollen in Serien wie Familie Heinz Becker und Streit um drei. Maus ist auch als Theaterschauspielerin tätig.